# Koruna (berg i Tjeckien, Hradec Králové, lat 50,52, long 16,32)
Koruna är ett berg i Tjeckien.   Det ligger i regionen Hradec Králové, i den nordöstra delen av landet, 140 km öster om huvudstaden Prag. Toppen på Koruna är 761 meter över havet.
Terrängen runt Koruna är kuperad åt sydväst, men åt nordost är den platt. Runt Koruna är det ganska tätbefolkat, med 60 invånare per kvadratkilometer. Närmaste större samhälle är Náchod, 16,3 km sydväst om Koruna. I omgivningarna runt Koruna växer i huvudsak blandskog.